# Manuel Rivera Cambas
Manuel Rivera Cambas (Xalapa, Veracruz, 27 de abril de 1840 - Ciudad de México, 17 de febrero de 1917) fue un ingeniero de minas e historiador mexicano.

## Biografía
Nacido en Xalapa, Rivera Cambas fue hijo de Manuela Cambas de Bien Diez y Francisco de Paula Rivera Aguilar, segundo de una familia de cinco hijos. Estudió en el Colegio Nacional Preparatorio de su ciudad natal, institución creada por su tío Antonio María de Rivera. Estudió en el Colegio de Minería de la Ciudad de México. Se enroló en 1867 a las tropas mexicanas por la Segunda intervención francesa en México, aunque no entró en combate.

## Obra
- Historia antigua y moderna de Jalapa y de las revoluciones del estado de Veracruz (1869 a 1871, cinco volúmenes)
- Los gobernantes de México (1873)
- Atlas y Catecismo de Geografía y Estadística de la República Mexicana (1874)
- Historia de la Reforma Religiosa, Política y Social de México (1875)
- México pintoresco artístico y monumental. Vistas, descripción, anécdotas y episodios de los lugares más notables de la capital y de los estados (1884, tres volúmenes)
- Historia de la intervención europea y norteamericana en México y el imperio de Maximiliano de Habsburgo (1888)